# Trapezunte (Arcadia)

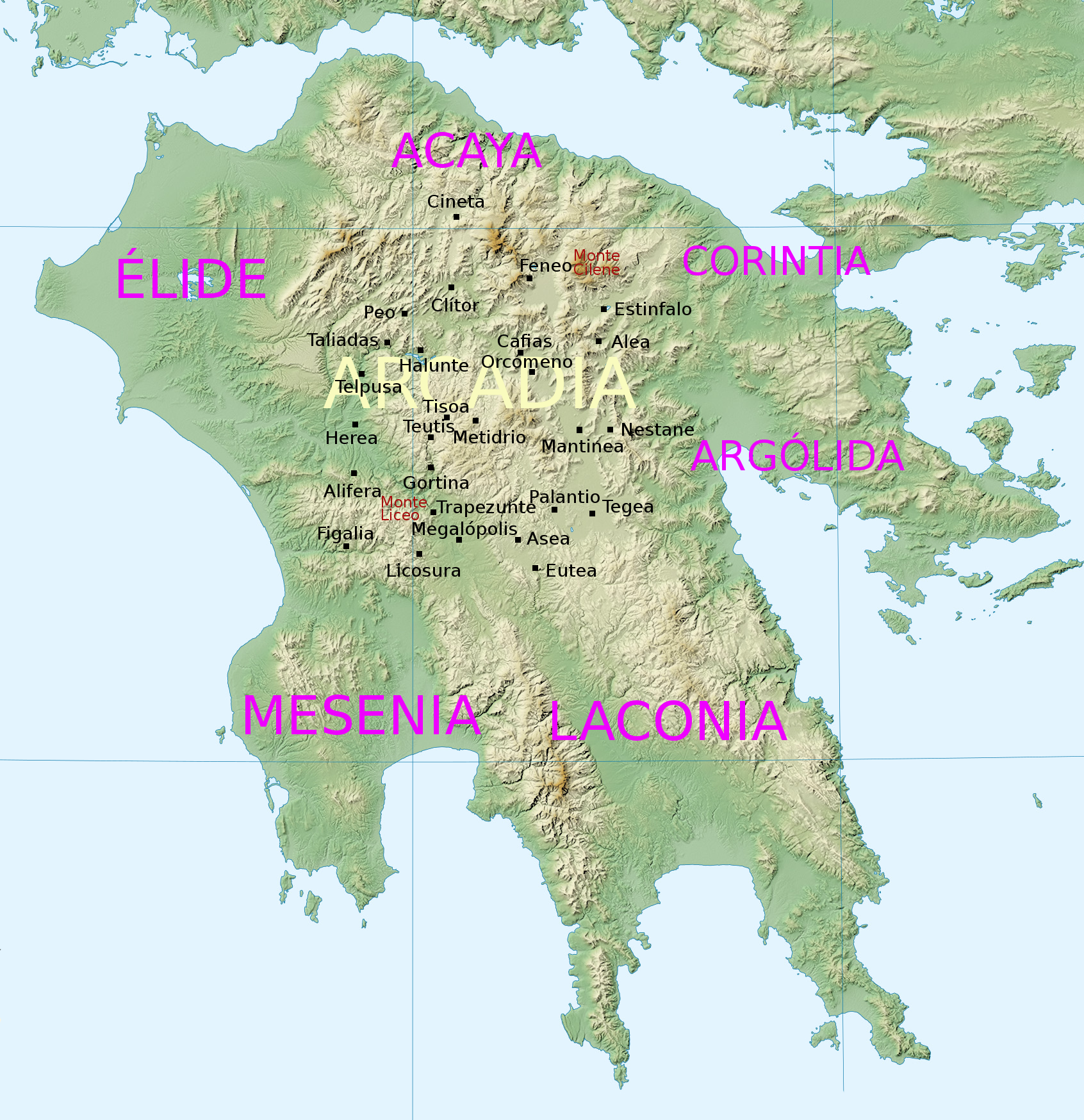
Mapa del Peloponeso con la situación de algunas de las principales ciudades de la antigua Arcadia. Trapezunte se ubicaba al noroeste de Megalópolis.

Trapezunte (en griego, Τραπεζοῦς) es el nombre de una antigua ciudad griega de Arcadia.
Según la mitología griega, su fundador epónimo fue un hijo de Licaón llamado Trapezunte. La ciudad se hallaba en el mismo sitio en que los hijos de Licaón habían ofrecido a Zeus, que se había presentado bajo la apariencia de un jornalero, la carne humana de un niño que habían sacrificado.
Se contaba que Hipótoo, hijo de Cerción, había obtenido el reino de Arcadia después de que Agapenor no viniera de Troya y que había trasladado la capital del reino desde Tegea a Trapezunte. Ya en periodo histórico, Pausanias menciona a Aristócrates II como un rey de Arcadia que procedía de Trapezunte y que, en el siglo VII a. C. había sido sobornado por los lacedemonios.
Es mencionada por Heródoto como el lugar de origen de uno de los pretendientes de Agarista, la hija de Clístenes de Sición.
Pausanias dice que fue una de las poblaciones pertenecientes al territorio de Parrasia que se unieron para poblar Megalópolis. Añade que algunos habitantes de Trapezunte habían sido obligados por la fuerza a trasladarse a Megalópolis. Otros habitantes de Trapezunte navegaron hacia la ciudad del mismo nombre, Trapezunte, que estaba situada en el mar Negro, donde fueron acogidos.
Pausanias la ubica en el camino entre Gorgis y Megalópolis, pasado el río Alfeo. En sus tiempos, se hallaba en ruinas. Pese a ello, se celebraban los misterios de las Grandes Diosas en un lugar cercano llamado Bato, donde había una fuente llamada Olimpiada y donde los arcadios creían que había tenido lugar la Gigantomaquia. En Megalópolis había un santuario de Afrodita con imágenes de madera de Hera, Apolo y las musas que se creía que procedían de Trapezunte.
Se localiza cerca de la población actual de Mavria.